# 암 슬레이브
암 슬레이브(영어: Arm Slave, 일본어: アーム・スレイブ)는 카토 쇼지의 소설 《풀 메탈 패닉!》 및 외전 소설 《풀 메탈 패닉! 어나더》에 등장하는 가공의 인간형 병기이다.

## 종류
- M9 건즈백
- ARX-7 아바레스트
- ARX-8 레바테인
- Plan1055 벨리알

## 같이 보기
- 풀 메탈 패닉!